# Katharina Zieriss

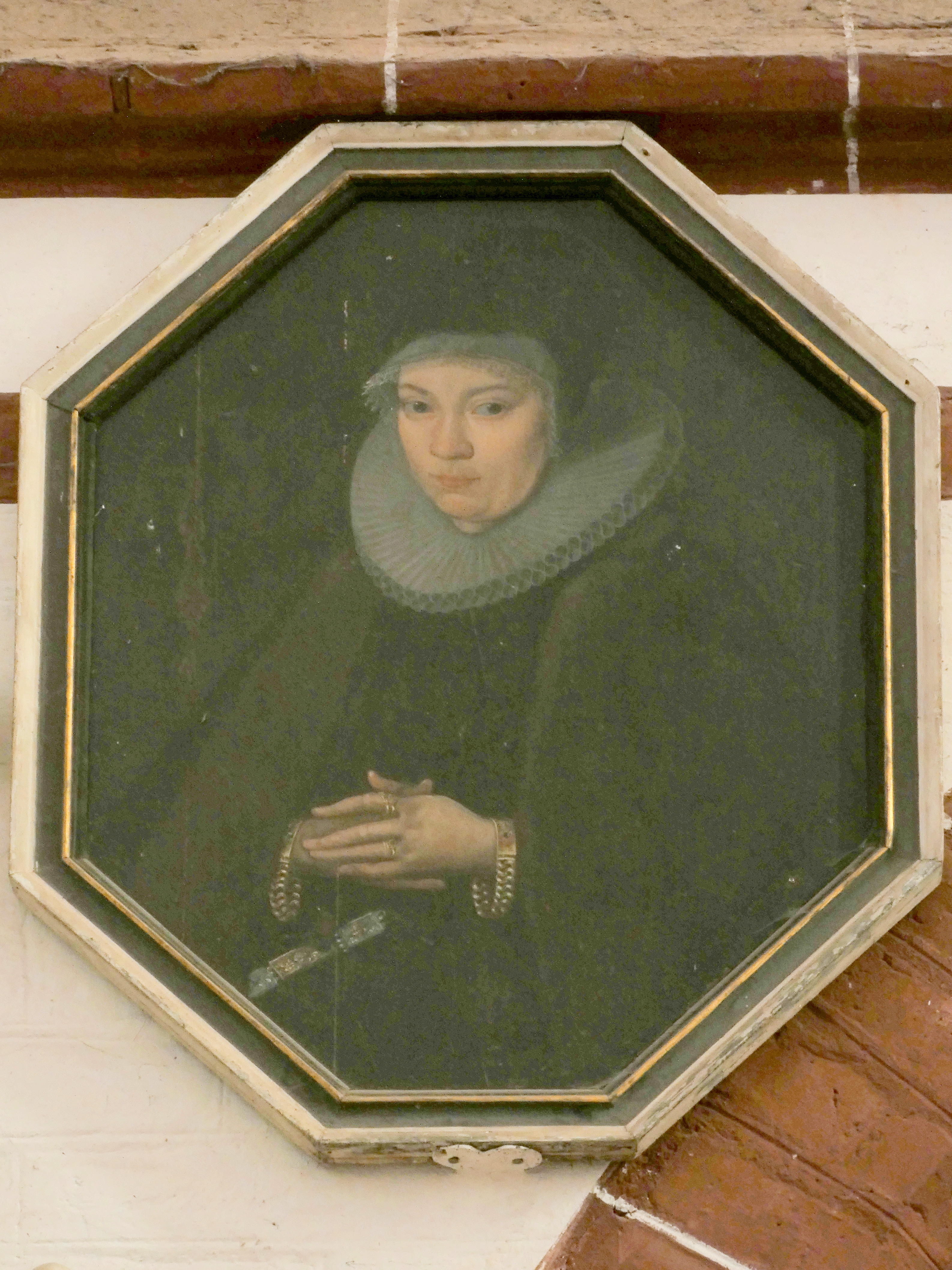
Gemälde Katharina Zieriss, St. Gotthardt, Brandenburg an der Havel

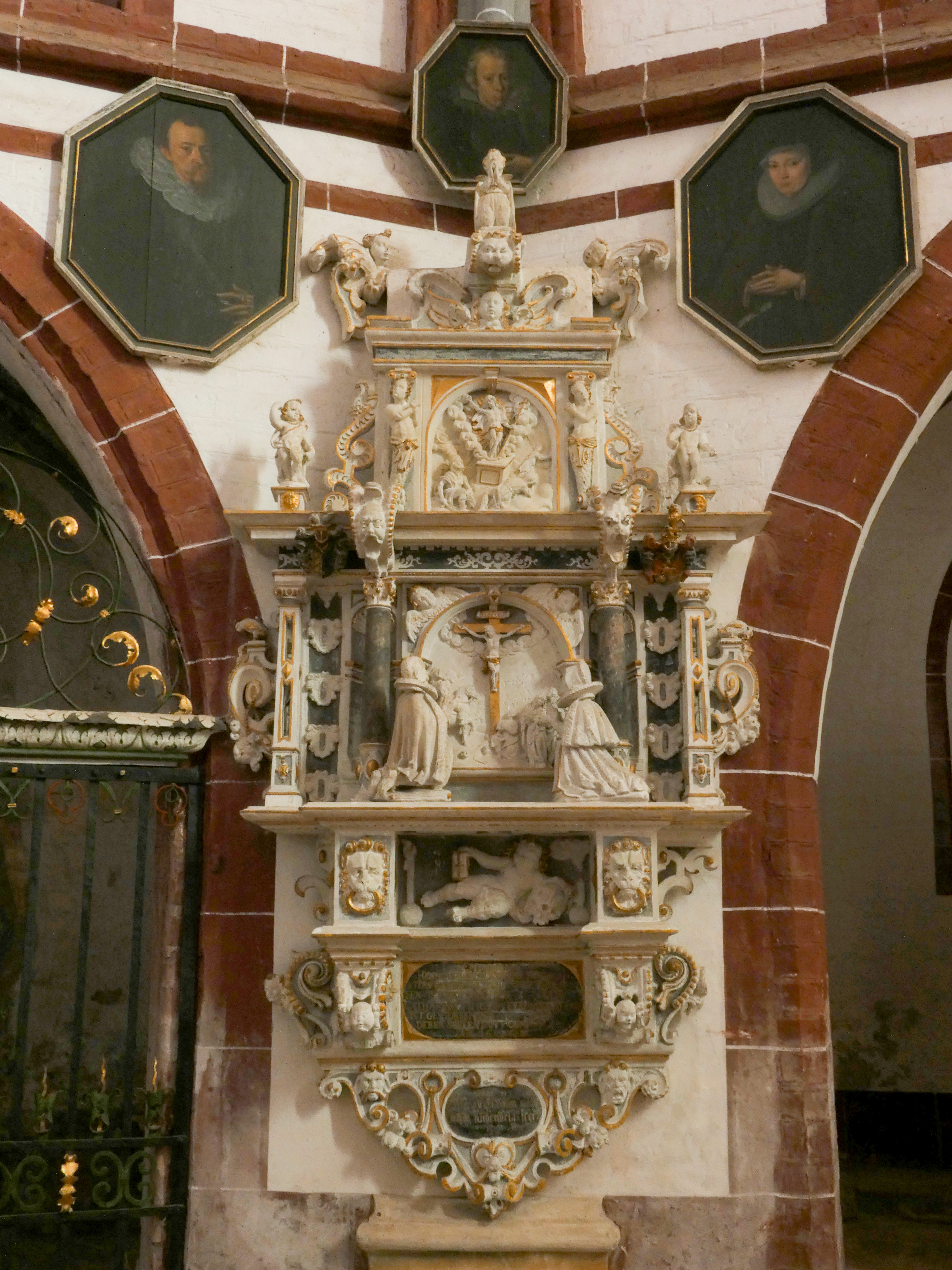
Epitaph Michael Durings und Katharina Zieriss, St. Gotthardt, Brandenburg an der Havel

Katharina Zieriss (auch Zieritz) (* 1587 oder 1588 in Neustadt Brandenburg; † 1618) war die Frau des Bürgermeisters der Altstadt Brandenburg.

## Leben und Wirken
Katharina Zieriss heiratete am 23. Mai 1603 im Alter von fünfzehn und einem halben Jahr den ebenfalls fünfzehnjährigen Michael During, welcher später Bürgermeister der Altstadt werden sollte. Über Katharina ist bekannt, dass ihr Vater Bernd aus dem schottischen Aberdeen stammte und Seidenhändler war. Ihre Mutter war eine Anna Brösicke aus Brandenburg. Katharina Zieriss hatte eine Schwester und zwei Brüder. Aus der Ehe zwischen Katharina Zieriss und Michael During ging ein gemeinsamer Sohn Johann hervor, wobei es mehrere Totgeburten gegeben haben soll.
Bereits länger krank starb Katharina Zieriss wie ihr Mann 1618 im Alter von nur 31 Jahren. 

## Epitaph
In der Pfarrkirche St. Gotthardt befindet sich ein reiches Epitaph, welches dem Ehepaar Michael During und Katharina Zieriss gewidmet ist und dieses darstellt. Das Epitaph im Stil der Spätrenaissance ist aus weißem, teilweise bemaltem und vergoldetem Sandstein geschaffen. Es stellt neben dem Paar Karyatiden, Masken und Putten dar. Die Predella ist zweigeschossig gestaltet. In ihr ist unter anderem ein kleiner Engel mit einem Stundenglas und einem Totenschädel eingearbeitet, welcher die Sterblichkeit des Menschen verdeutlicht. Im zentralen Hauptbild ist die Kreuzigung Christi ausgeführt, vor der das Ehepaar kniend betet. Michael During zur Linken, Katharina Zieriss zur Rechten. Die Lünette zeigt die Auferstehung Jesu Christi. Weiterhin sind oberhalb des Epitaphs  Einzelbilder der Familienmitglieder, rechts Katharina Zieriss, links Michael During, mittig darüber ihr Sohn Johann, angebracht. Die Gemälde sollen niederländischen Ursprungs sein.